# Камила (теленовела)
Вижте пояснителната страница за други значения на Камила.
„Камила“ (на испански: Camila) е мексиканска теленовела, режисирана от Марта Луна, Луис Едуардо Рейес, Алваро Карканьо и Лили Гарса и продуцирана от Анджели Несма Медина за Телевиса през 1998-1999 г.
Адаптация е на мексиканската теленовела Viviana, създадена от Инес Родена.
В главните роли са Биби Гайтан и Едуардо Капетийо, а в отрицателната – Адамари Лопес.

## Сюжет
Камила Флорес живее с дядо си в малко селце. Тя се запознава с Мигел Гутиерес, адвокат от град Мексико. Двамата бързо се влюбват и сключват граждански брак. Църковната им сватба е планирана да се проведе няколко седмици по-късно, но тя никога не се осъществява.
Мигел изоставя съпругата си, за да се ожени за Моника Итуралде, разглезената дъщеря на властния адвокат дон Армандо Итуралде. Мигел се разкъсва между любовта си към Камила и страха от връщане към бедността, от която е избягал.
Междувременно, Камила разбира, че е бременна и решава сама да отгледа детето си. Моника бързо се разочарова от брака си и се влюбва в Хулио, син на собственици на салон за красота и фитнес зала.
Фитнесът е един от основните топоси в историята, тъй като Камила тренира там, преди да разбере, че е бременна. Ада е приятелка на Камила, а Селена вижда Камила като съперничка за любовта на Хулио.
Адвокатското дружество „Итуралде“ също е едно от централните места на действието, както и домът на дон Армандо, където съпругата му Ана Мария се бори със заболяване.

## Актьори
Част от актьорския състав:
- Биби Гайтан – Камила Флорес
- Едуардо Капетийо – Мигел Гутиерес
- Адамари Лопес – Моника Итуралде
- Енрике Лисалде – Армандо Итуралде
- Габриела Голдсмит – Ана Мария де Итуралде
- Куно Бекер – Хулио Галиндо
- Патрисия Мартинес – Росарио Хуарес
- Лурдес Рейес – Селене Оливарес
- Абраам Рамос – Пабло Хуарес
- Хулио Манино – Начо Хуарес
- Маргарита Маганя – Лаура Ескобар
- Раул Маганя – Иван Алмейда
- Ракел Панковски – Глория
- Виктор Нориега – Робин Уикс
- Диана Голден – Силвия Ескаланте
- Игнасио Лопес Тарсо – Дон Хенаро
- Динора Кавасос – Ада Обрера

## Премиера
Премиерата на Камила е на 14 септември 1998 г. по Canal de las Estrellas. Последният 90. епизод е излъчен на 15 януари 1999 г.

## Версии
Камила е базирана на радионовелата La galleguita, от Инес Родена. Върху същото произведение са и следните теленовели:
- El engaño, венецуелска теленовела от 1968 г., с участието на Кончита Обах и Раул Амундарай.
- Viviana, мексиканска теленовела, продуцирана за Телевиса през 1978 г. от Валентин Пимщейн, с участието на Лусия Мендес и Ектор Бония.
- Los años pasan, мексиканска теленовела, продуцирана за Телевиса през 1985 г., с участието на Лаура Флорес и Мануел Савал.
- Втора част на Валентина, мексиканска теленовела, продуцирана за Телевиса през 1993 г., с участието на Вероника Кастро и Рафаел Рохас.
- Да, с теб, мексиканска теленовела, продуцирана за Телевиса през 2021 г., римейк на Вивиана, с участието на Алехандра Роблес Хил, Данило Карера и Брандон Пениче.